# Петрашівська сільська рада (Віньковецький район)
Петраші́вська сільська́ ра́да — адміністративно-територіальна одиниця та орган місцевого самоврядування в Віньковецькому районі Хмельницької області. Адміністративний центр — село Петрашівка.

## Загальні відомості
Петрашівська сільська рада утворена в 1959 році.
- Територія ради: 39,795 км²
- Населення ради: 1 909 осіб (станом на 2001 рік)
- Територією ради протікає річка Самка

## Населені пункти
Сільській раді підпорядковані населені пункти:
- с. Петрашівка
- с. Пирогівка

## Склад ради
Рада складається з 16 депутатів та голови.
- Голова ради: Писаренко Василь Степанович
- Секретар ради: Мудрик Владислава Петрівна

### Керівний склад попередніх скликань
| Прізвище, ім'я, по батькові | Основні відомості                                                                       | Дата обрання | Дата звільнення |
| --------------------------- | --------------------------------------------------------------------------------------- | ------------ | --------------- |
| Федорук Василь Степанович   | Сільський голова, 1962 року народження, член Партії регіонів                            | 26.03.2006   | 31.10.2010      |
| Писаренко Василь Степанович | Сільський голова, 1960 року народження, освіта середня спеціальна, член Партії регіонів | 31.10.2010   |                 |

Примітка: таблиця складена за даними сайту Верховної Ради України

### Депутати
За результатами місцевих виборів 2010 року депутатами ради стали:

#### За суб'єктами висування
| Суб'єкт висування             | Кількість обраних депутатів | %    |
| ----------------------------- | --------------------------- | ---- |
| Партія регіонів               | 11                          | 68,8 |
| Народна Екологічна партія     | 2                           | 12,5 |
| Народна партія                | 1                           | 6,3  |
| Політична партія «Фронт Змін» | 1                           | 6,3  |
| Самовисування                 | 1                           | 6,3  |

#### За округами
| № округу                      | Прізвище, ім'я, по батькові       | Дата визнання обраним | Освіта             | Партійна приналежність              | Відомості про обраного депутата                           |
| ----------------------------- | --------------------------------- | --------------------- | ------------------ | ----------------------------------- | --------------------------------------------------------- |
| Народна Екологічна партія     |                                   |                       |                    |                                     |                                                           |
| 11                            | Жердецька Ірина Олексіївна        | 02.11.2010            | середня            | член Народної Екологічної партії    | тимчасово не працює                                       |
| 13                            | Гвоздецька Галина Онисимісна      | 02.11.2010            | середня            | член Народної Екологічної партії    | Пирогівська загальноосвітня школа І-ІІІ ст., охоронець    |
| Народна Партія                |                                   |                       |                    |                                     |                                                           |
| 3                             | Биць Емілія Дмитрівна             | 02.11.2010            | середня спеціальна | член Народної партії                | магазин с. Петрашівка, продавець                          |
| Партія регіонів               |                                   |                       |                    |                                     |                                                           |
| 1                             | Мудрик Владислава Петрівна        | 02.11.2010            | вища               | член Партії регіонів                | Петрашівська сільська рада, секретар                      |
| 4                             | Поручілов Олександр Михайлович    | 02.11.2010            | середня спеціальна | член Партії регіонів                | тимчасово не працює                                       |
| 5                             | Федорук Василь Степанович         | 02.11.2010            | вища               | член Партії регіонів                | тимчасово не працює                                       |
| 6                             | Потапова Лариса Іванівна          | 02.11.2010            | середня спеціальна | член Партії регіонів                | тимчасово не працює                                       |
| 7                             | Марченков Діма Фролович           | 02.11.2010            | середня            | член Партії регіонів                | приватний підприємець                                     |
| 8                             | Зайцев Михайло Олексійович        | 02.11.2010            | середня спеціальна | член Партії регіонів                | приватний підприємець                                     |
| 9                             | Галкіна Ганна Іванівна            | 02.11.2010            | вища               | член Партії регіонів                | тимчасово не працює                                       |
| 10                            | Гловацька Мілія Арсентіївна       | 02.11.2010            | середня            | член Партії регіонів                | Петрашівський фельдшерсько-акушерський пункт, санітарка   |
| 12                            | Вільчинська Наталія Володимирівна | 02.11.2010            | вища               | член Партії регіонів                | Петрашівська загальноосвітня школа І-ІІІ ст., вчитель     |
| 14                            | Гвоздецький Віталій Анатолійович  | 02.11.2010            | вища               | член Партії регіонів                | Яснозірська загальноосвітня школа І-ІІІ ст., вчитель      |
| 16                            | Ковальчук Ілля Валерійовий        | 02.11.2010            | середня            | член Партії регіонів                | тимчасово не працює                                       |
| Політична партія «Фронт Змін» |                                   |                       |                    |                                     |                                                           |
| 15                            | Ковальчук Оксана Вікторівна       | 02.11.2010            | середня спеціальна | член Політичної партії «Фронт Змін» | Територіальний Центр. смт Віньківці, соціальний працівник |
| Самовисування                 |                                   |                       |                    |                                     |                                                           |
| 2                             | Приступа Лариса Петрівна          | 02.11.2010            | середня            | позапартійна                        | тимчасово не працює                                       |